# Dimension
Dimension by Lux (in precedenza soltanto Dimension o New Dimension) è un marchio di shampoo, prodotto dal 1982 dalla divisione per la cura personale della Lever Brothers. Era particolarmente distinguibile per la caratteristica bottiglia di colore giallo. Nel 1987 fu il primo shampoo ad introdurre la formula "2 in 1" (shampoo e balsamo). Il 18 aprile 1985, la Lever Brothers riorganizzò la propria struttura aziendale ed il marchio Dimension fu rilevato dalla Unilever, diventando la divisione per la cura dei capelli prima della Fabergé ed in seguito della Lux, diventando l'attuale Dimension by Lux, che lo commercializza in quattro varianti: per capelli normali, per capelli lisci, per capelli secchi e per capelli grassi.Fra i testimonial più celebri del marchio si può citare l'attrice statunitense Heather Locklear.